# Shenzhen Open 2016
Shenzhen Open 2016, oficiálně se jménem sponzora Shenzhen Gemdale Open 2016, byl tenisový turnaj pořádaný jako součást ženského okruhu WTA Tour, který se odehrával na dvorcích s tvrdým povrchem v areálu Shenzhen Longgang Tennis Centre. Konal se mezi 2.  až 9. lednem 2016 v čínském městě Šen-čen jako čtvrtý ročník turnaje.
Turnaj s rozpočtem 500 000 dolarů patřil do kategorie WTA International Tournaments. Nejvýše nasazenou hráčkou ve dvouhře se stala pátá tenistka světa Agnieszka Radwańská z Polska, která potvrdila roli hlavní favoritky a získala šenčenský titul. Turnajová dvojka a světová šestka Petra Kvitová skrečovala utkání prvního kola po ztrátě úvodní sady s čínskou hráčkou Čeng Saj-saj pro žaludeční problémy. Jednalo se o její první skrečovaný zápas v kariéře. Češka uvedla, že zdravotní indispozice zřejmě způsobilo jídlo.
Poslední přímou účastnicí hlavní singlové soutěže se stala 112. hráčka klasifikace Anastasija Sevastovová z Lotyšska. Deblovou soutěž opanovala americko-rumunská dvojice Vania Kingová a Monica Niculescuová.

## Distribuce bodů a finančních odměn

### Distribuce bodů
| Soutěž  | vítězky | finalistky | semifinalistky | čtvrtfinalistky | 16 v kole | 32 v kole | Q  | Q2 | Q1 |  |
| ------- | ------- | ---------- | -------------- | --------------- | --------- | --------- | -- | -- | -- |  |
| dvouhra | 280     | 180        | 110            | 60              | 30        | 1         | 18 | 12 | 1  |  |
| čtyřhra | 280     | 180        | 110            | 60              | 1         |           |    |    |    |  |

### Finanční odměny
| Soutěž                                | vítězky  | finalistky | semifinalistky | čtvrtfinalistky | 16 v kole | 32 v kole | Q2     | Q1     |
| ------------------------------------- | -------- | ---------- | -------------- | --------------- | --------- | --------- | ------ | ------ |
| dvouhra                               | $111 163 | $55 323    | $29 730        | $8 934          | $4 928    | $3 199    | $1 852 | $1 081 |
| čtyřhra                               | $17 724  | $9 222     | $4 951         | $2 623          | $1 383    |           |        |        |
| částky ve čtyřhře jsou uváděny na pár |          |            |                |                 |           |           |        |        |

## Ženská dvouhra

### Nasazení
| Stát                             | Hráčka                | WTA | Nasazení |
| -------------------------------- | --------------------- | --- | -------- |
| Polsko                           | Agnieszka Radwańská   | 5.  | 1.       |
| Česko                            | Petra Kvitová         | 6.  | 2.       |
| Rumunsko                         | Irina-Camelia Beguová | 31  | 3        |
| Rumunsko                         | Monica Niculescuová   | 39. | 4.       |
| Spojené království               | Johanna Kontaová      | 48. | 5.       |
| Kanada                           | Eugenie Bouchardová   | 49. | 6.       |
| Kazachstán                       | Zarina Dijasová       | 52. | 7.       |
| Německo                          | Annika Becková        | 58. | 8.       |
| Žebříček WTA k 28. prosinci 2015 |                       |     |          |

### Jiné formy účasti
Následující hráčky obdržely divokou kartu do hlavní soutěže:
- Tuan Jing-jing
- Irina Chromačovová
- Čang Šuaj

Následující hráčka nastoupila do hlavní soutěže v důsledku žebříčkové ochrany:
- Vania Kingová

Následující hráčky si zajistily postup do hlavní soutěže v kvalifikaci:
- Nicole Gibbsová
- Jaroslava Švedovová
- Tereza Smitková
- Čang Kchaj-lin

Následující hráčka postoupila z kvalifikace jako tzv. šťastná poražená:
- Stefanie Vögeleová

### Odhlášení
před zahájením turnaje
- Olga Govorcovová → nahradila ji Kateřina Siniaková
- Urszula Radwańská → nahradila ji Donna Vekićová

### Skrečování
- Petra Kvitová (gastrointestinální onemocnění)
- Magda Linetteová (gastrointestinální onemocnění)

## Ženská čtyřhra

### Nasazení
| Stát                                                                         | Hráčka           | Stát   | Hráčka               | WTA  | Nasazení |
| ---------------------------------------------------------------------------- | ---------------- | ------ | -------------------- | ---- | -------- |
| Čína                                                                         | Sü I-fan         | Čína   | Čeng Saj-saj         | 88.  | 1.       |
| Čínská Tchaj-pej                                                             | Čuang Ťia-žung   | Gruzie | Oxana Kalašnikovová  | 113. | 2.       |
| Rusko                                                                        | Věra Duševinová  | Česko  | Kateřina Siniaková   | 147. | 3.       |
| Turecko                                                                      | Çağla Büyükakçay | Srbsko | Aleksandra Krunićová | 210. | 4.       |
| Žebříček WTA k 28. prosinci 2015; číslo je součtem umístění obou členek páru |                  |        |                      |      |          |

### Jiné formy účasti
Následující pár obdržel divokou kartu do soutěže čtyřhry:
- Li I-süan /  Šeng Jü-čchi

### Odhlášení
před zahájením turnaje
- Magda Linetteová (gastrointestinální onemocnění)

## Přehled finále

### Ženská dvouhra
- Agnieszka Radwańská vs.  Alison Riskeová, 6–3, 6–2

### Ženská čtyřhra
- Vania Kingová /  Monica Niculescuová vs.  Sü I-fan /  Čeng Saj-saj, 6–1, 6–4